# Ancient (band)
Ancient is een Noorse melodic blackmetalband. De band startte als soloproject met gitarist Aphazel in 1992, en voegde vervolgens drummer Grimm toe. Nadat ze hun debuutalbum uitbrachten verliet Grimm de band. Aphazel verhuisde naar de Verenigde Staten en vormde een nieuwe groep die geobsedeerd was met vampirisme.
Ancient had een ruw black metal geluid, gelijkend op het werk van Darkthrone. Vanaf The Cainian Chronicle gingen ze meer de symphonic black metal kant op zoals Emperor. Na een tijd van onrust door problemen met de samenstelling van de band en het vertrek van zanger Lord Kaiaphas, ging de band meer richting gothic metal. Instrumenten als violen, vrouwelijke stemmen en synthesizers werden aan hun muziek toegevoegd. De meest recente albums zijn uitgebracht door Metal Blade Records.

## Discografie
- 1993 - Eerily Howling Winds (demo)
- 1994 - Det Glemte Riket (ep)
- 1994 - Svartalvheim
- 1994 - Trolltaar (ep)
- 1996 - The Cainian Chronicle
- 1997 - Mad Grandiose Bloodfiends
- 1999 - Det Glemte Riket (compilatie)
- 1999 - Halls of Eternity
- 2000 - True Kings of Norway (split met Arcturus, Dimmu Borgir, Emperor en Immortal)
- 2001 - God Loves The Dead (ep)
- 2001 - Proxima Centauri
- 2004 - Night Visit
- 2005 - Eerily Howling Winds - The Antediluvian Tapes (compilatie)
- 2016 - Back To The Land Of The Dead

## Bandleden

### Huidige leden
- Aphazel, zang
- Dhilorz, basgitaar
- Nick Barker, drums

### Oud-leden
- Deadly Kristin, zang
- Grimm, drums
- Lord Kaiaphas, drums
- Kimberly Goss, toetsen
- Kjetil, drums
- Krigse, drums
- Jesus Christ!, toetsen
- Aleister, gitaar